# Bruce Bueno de Mesquita
Bruce Bueno de Mesquita es un politólogo, profesor de la Universidad de Nueva York, e investigador principal en la Hoover Institution de la Universidad de Stanford. Graduado de la Universidad de Míchigan, se especializó en relaciones internacionales y política exterior. Es uno de los autores de la teoría electoral, y es también el director del centro de economía política Alexander Hamilton de la Universidad de Nueva York.
Fundó la empresa Mesquita y Roundell, que se especializa en el desarrollo de  previsiones políticas y de política exterior utilizando un modelo de ordenador no publicado y patentado, basado en la teoría de juegos y la teoría de la elección racional.
Fue presentado como tema principal en un documental del History Channel en diciembre de 2008. El capítulo, titulado «El Siguiente Nostradamus», detalla cómo Bueno de Mesquita utiliza algoritmos computacionales para tratar de predecir los acontecimientos del mundo futuro. En el documental el narrador afirma que el algoritmo de Bueno de Mesquita es secreto y de su propiedad y, por lo tanto, no está sujeto a revisión de otros colegas. 

## Cuestionamientos
En un artículo de la revista The New York Times Magazine del 16 de agosto de 2009 aparece una crítica del trabajo de Bueno de Mesquita. Clive Thompson, autor del artículo, afirma (sin proporcionar referencias) que una gran parte de las previsiones de Bueno de Mesquita han aparecido en revistas revisadas por pares y libros de editorial universitaria, donde pueden encontrarse gran parte de las matemáticas que hay detrás de sus teorías.
Thompson cuestiona el documental de History Channel ya que afirma incorrectamente que Irán ha lanzado un misil nuclear en 2008. De hecho, Irán ha confirmado un programa civil de energía nuclear y un programa de misiles por separado, pero no ha demostrado ninguna capacidad de armas nucleares.

## Publicaciones
- Bueno de Mesquita, Bruce (2024). La invención del poder: reyes, papas y el nacimiento de Occidente. Siruela. ISBN 978-84-19942-22-7.
- Bueno de Mesquita, Bruce (2009). Del juego Predictioneer's. Random House. 1-400-06787 -1.

- Bueno de Mesquita, Bruce; Kiron K. Skinner, Serhiy Kudelia, Condoleezza Rice. (2007). La Estrategia de la Campaña: Lecciones de Ronald Reagan y Boris Yeltsin. Universidad de Michigan. 978-0-472-03319.

- Bueno de Mesquita, Bruce; Alastair Smith, Randolph M. Siverson, James D. Morrow (2003). La lógica de la política de supervivencia. Cambridge: MIT Press. ISBN 0-262-52440-6.

- Bueno de Mesquita, Bruce (1981). La trampa de la guerra. Universidad de Yale. ISBN 0-300-03091-6.